# Paul Joannides (Kunsthistoriker)
Paul Joannides (* 4. November 1945 in London) ist ein britischer Kunsthistoriker.

## Karriere
Joannides ist an der Fakultät für Geschichte der Universität Cambridge tätig. Von 1973 bis 1978 fungierte er als Assistant Lecturer, von 1978 bis 2002 war er Lecturer und von 2002 bis 2004 Reader in Kunstgeschichte. Seit 2004 ist er als Professor der Kunstgeschichte tätig. Joannides ist Mitglied der Société de l'Histoire de l'Art Français.

## Forschungsschwerpunkte
Paul Joannides Forschungsschwerpunkte liegen in der Malerei, Skulptur und Zeichnung der italienischen Renaissance. Außerdem befasst er sich mit der Architektur dieser Epoche. Ausführliche Veröffentlichen über Künstler wie Masaccio, Michelangelo, Raffael und Tizian hat er abgefasst, daneben hat er sich auch mit weiteren großen Persönlichkeiten der Renaissance wie Fra Angelico, Sandro Botticelli und Leonardo da Vinci beschäftigt. Er hat auch über die französische Malerei des späten achtzehnten und frühen neunzehnten Jahrhundert publiziert und die Beziehungen zwischen Literatur und bildender Kunst in diesem Zeitraum untersucht.

## Schriften
- The Drawings of Raphael. Phaidon Press, 1983.
- Masaccio and Masolino. Phaidon Press, 1993.
- Michelangelo and his Influence. Exhibition of 68 drawings for the Royal Collection, circulated in three venues in the United States and two in the UK, October 1996-April 1998. The National Gallery of Art, Washington and Lund Humphries, London, 1996.
- Titian to 1518: The Assumption of Genius. Yale University Press, 2001.
- Michel-Ange, Ecole, Copistes, Inventaire des Dessins Italiens. Musee du Louvre Réunion des Musées Nationaux, 2003.
- Raphael and His Age – Drawings from the Palais des Beaux-Arts, Lille. Exhibition of 57 drawings shown at the Cleveland Museum of Art, and the Palais des Beaux-Arts, Lille, 2002–2003. Published in English and in French by the Cleveland Museum of Art and the Réunion des Musées.
- mit  Francis Ames-Lewis: Reactions to the Master: Responses to Michelangelo in the sixteenthcentury. Ashgate Press, 2003.
- The Drawings by Michelangelo and his followers in the Ashmolean Museum. Oxford 2007.